# ピアノ協奏曲第2番 (一柳慧)
『ピアノ協奏曲第2番「冬の肖像」』は、一柳慧が1987年に作曲したピアノ協奏曲である。

## 作曲の経緯
NHKの委嘱により作曲された。

## 演奏時間
15分

## 楽器編成
独奏ピアノ、ピッコロ、フルート2、オーボエ3、クラリネット3、ファゴット2、ホルン4、トランペット3、トロンボーン3、バストロンボーン、打楽器5人（木琴、ヴィブラフォン、マリンバ、大太鼓、サスペンデッドシンバル、タムタム、小太鼓、トムトム3、ウッドブロック）、弦五部（14-12-10-8-6）

## 楽譜
ショット社からレンタル譜、スタディスコアの両方が出版されている。

## 評価
第37回（1989年）尾高賞を受賞した。